# سيمون هاوك
سيمون هاوك (بالإنجليزية: Simon Hawke)‏ (30 سبتمبر 1951، نيويورك في الولايات المتحدة)؛ روائي أمريكي.